# Felice Martinelli
Felice Martinelli (Lugano, 23 maggio 1904 – ...) è stato un calciatore svizzero, di ruolo attaccante.

## Palmarès

### Club

#### Competizioni nazionali
- Seconda Divisione: 1

Atalanta: 1922-1923